# جوفاني غرونكي
جوفاني غرونكي (بالإيطالية: Giovanni Gronchi) ـ (10 سبتمبر 1887 ـ 17 أكتوبر 1978) هو سياسي إيطالي ينتمي إلى الحزب الديمقراطي المسيحي، كان الرئيس الثالث للجمهورية الإيطالية بين عامي 1955 و1962.

## مولده وبداياته العملية
ولد غرونكي في بونتيديرا بمقاطعة توسكانا، وكان من أوائل أعضاء «الحركة المسيحية» التي أسسها القس الكاثوليكي رومولو موري سنة 1902. حصل غرونكي على درجته الجامعية في الأدب والفلسفة من المدرسة العليا في بيزا (بالإيطالية: Scuola Normale Superiore di Pisa)، وعمل بين عامي 1911 و1915 معلمًا للكلاسيكيات بالمدارس الثانوية في عدة مدن إيطالية (بارما وماسا دي كارارا وبيرغامو ومونزا).

## حياته السياسية
أثناء الحرب العالمية الأولى تطوع غرونكي للخدمة العسكرية، وعندما وضعت الحرب أوزارها أصبح عام 1919 واحدًا من الأعضاء المؤسسين للحزب الشعبي الإيطالي الكاثوليكي، وانتخب لتمثيل بيزا في الانتخابات البرلمانية عامي 1919 و1921، وكان زعيمًا للاتحاد التجاري في الائتلاف الإيطالي للعمال المسيحيين.
اختير غرونكي لشغل منصب نائب وزير الصناعة والتجارة في حكومة بينيتو موسوليني الأولى عامي 1922 و1923، غير أن المؤتمر القُطري الذي عقده الحزب الشعبي في تورينو في أبريل 1923 اتخذ قرارًا بسحب جميع ممثلي الحزب من الحكومة، فعاد غرونكي أدراجه لقيادة اتحادات التجارة الكاثوليكية، محاولًا مجابهة العنف اليومي الذي تعرضت له هذه الاتحادات من العصابات الفاشية.
في سنة 1924 استقال لويجي ستورزو من منصبه كأمين للحزب الشعبي الإيطالي، فصار غرونكي زعيمًا للحزب ضمن قيادة ثلاثية (مشاركة مع سباتارو ورودينو)، وفي العام ذاته أعيد انتخابه للبرلمان لينضم إلى المعارضة المناهضة للفاشية، وفي سنة 1926 قام النظام الجديد بطرده من البرلمان.
اعتزل غرونكي الحياة السياسية بين عامي 1925 و1943، كما استقال من عمله كمعلم تجنبًا لإجباره على الانضمام لعضوية الحزب الفاشي، واتجه إلى الأعمال الحرة ليصبح رجل أعمال ناجحًا.

## بعد الحرب العالمية الثانية
بين عامي 1943 و1944 شارك غرونكي في تأسيس الحزب الديمقراطي المسيحي، وصار زعيمًا للجناح اليساري بالحزب إلى جانب زعماء آخرين أمثال جورجيو لا بيرا وجوسيبي دوسيتي وإنريكو ماتي (الذي صار فيما بعد رئيسًا لشركة إني الحكومية، عملاق صناعة البتروكيماويات الإيطالية). كما كان غرونكي أيضًا ممثلًا لحزبه في لجنة التحرير الوطني.
ورغم كثرة الخلافات بين غرونكي من جهة وبين الأغلبية في حزبه وأمين عام الحزب ألتشيدي دي غاسبيري من جهة أخرى، إلا أن غرونكي تولى منصب وزير الصناعة بين عامي 1944 و1946، وصار عضوًا بالجمعية التأسيسية سنة 1946.
ومع بدايات الحرب الباردة أعلن غرونكي سنة 1947 معارضته بشدة لقرار حزبه بإقصاء الأحزاب الشيوعية والاشتراكية الإيطالية من الحكومة الوطنية، وفي عام 1948 انتخب غرونكي رئيسًا لمجلس النواب الإيطالي، وظل في هذا المنصب حتى عام 1955.

## غرونكي رئيسًا للجمهورية
في عام 1955 انتهت ولاية لويجي إيناودي الرئاسية، وصار على البرلمان انتخاب رئيس جديد. وكان الأمين العام الجديد للحزب الديمقراطي المسيحي أمنتوري فانفاني يروّج لتولي السياسي الليبرالي تشيزاري ميرتساغورا، الذي كان رئيسًا لمجلس الشيوخ آنذاك، غير أن جناح أقصى اليمين في الحزب (بقيادة جوسيبي بيلا وغيدو غونيللا وسلفاتوري سكوكا وجوليو أندريوتي) تحالف مع الجناح اليساري (بقيادة جوفاني باستوري وجورجيو بو وأكيلي ماراتزا) في «انتفاضة» ضد قيادة الحزب بهدف انتخاب جوفني غرونكي («رجل البرلمان») بدلًا منه. وقد نال هذا التحرك دعم الأحزاب الشيوعية والاشتراكية وأيضًا اليمين ذي التوجه الملكي والتوجه الفاشي الجديد. وبعد صراع مرير انتخب غرونكي رئيسًا للجمهورية الإيطالية في 29 أبريل 1955 بأغلبية 658 صوتًا من مجموع 883 صوتًا.
ظل غرونكي في السلطة حتى عام 1962، وشهد عهده تطلعات نحو «الانفتاح التدريجي على اليسار»، بحيث يعود الاشتراكيون والحزب الشيوعي (الذي كان لا يزال ستاليني النزعة) إلى الحكومة الوطنية، وتنفصل إيطاليا عن حلف الناتو، لتصير من دول عدم الانحياز، غير أن هذه التطلعات جوبهت بمعارضة برلمانية شديدة، وخاصة من الحزب الليبرالي الإيطالي.
وبعد أحداث شغب شهدتها البلاد سنة 1960 وقابلتها السلطات الإيطالية بعنف مفرط، انهارت شعبية الرئيس غرونكي إلى الحضيض، وفي عام 1962 حاول غرونكي الفوز بولاية رئاسية ثانية، مدعومًا بقوة من إنريكو ماتي، غير أنه فشل في ذلك، ليُنتخب أنطونيو سينيي بدلًا منه، ويصبح غرونكي عضوًا بمجلس الشيوخ مدى الحياة بموجب كونه رئيسًا سابقًا للبلاد حسب الدستور الإيطالي.

## وفاته
في 17 أكتوبر 1978 توفي جوفاني غرونكي في العاصمة الإيطالية روما عن عمر يناهز 91 عامًا.

## روابط خارجية
- جوفاني غرونكي على موقع الموسوعة البريطانية (الإنجليزية)
- جوفاني غرونكي على موقع مونزينجر (الألمانية)
- جوفاني غرونكي على موقع أوليمبيديا (الإنجليزية)